# Taubenhaus (Knowesouth)
Das Taubenhaus von Knowesouth ist ein Taubenhaus nahe der schottischen Ortschaft Lanton in der Council Area Scottish Borders. 1971 wurde das Bauwerk in die schottischen Denkmallisten in der höchsten Denkmalkategorie A aufgenommen.

## Beschreibung
Das Taubenhaus wurde im späten 18. Jahrhundert erbaut. Es steht an der A698 (Berwick-upon-Tweed–Hawick) rund einen Kilometer westlich des Weilers Lanton. Es handelt sich um ein längliches Gebäude mit schiefergedecktem Pultdach, in das zwei Dachfenster eingelassen sind. Die Giebel sind als Staffelgiebel gearbeitet. Sein Innenraum ist in zwei Räume unterteilt. Das Mauerwerk ist rund 90 cm mächtig. 1992 wurde das Gebäude in das Register gefährdeter denkmalgeschützter Bauwerke in Schottland aufgenommen. 2012 wurde sein Zustand als sehr schlecht bei gleichzeitig hoher Gefährdung eingestuft.